# Enjoy Movies
Enjoy Movies est une société de distribution et de production de cinéma russe, fondée en 2010 par Sarik Andreassian, Gevond Andreassian et Gueorgui Malkov. Elle est basée à Moscou, la capitale de la Russie.

## Historique
Beremenniy, le premier film produit par la société, sort en septembre 2011 suivis par cinq autres longs-métrages l'année suivante. Avec 27,9 millions de dollars de gains, l'entreprise devient directement la société de production la plus performante de l'année.
Le 20 mai 2013, lors du festival du film de Cannes, Enjoy Movies annonce la création du studio Glacier Films, dirigée par les frères Hayden et Tove Christensen. En trois ans, Glacier Films entend faire onze films à petit budget d'une valeur de 1,5 million de dollars chacun. Son premier projet, Braquage à l'américaine de Sarik Andreassian, débute en juin 2014.
Après l'échec de Guardians en 2017, Enjoy Movies déclare faire faillite et est poursuivie en justice par la Fondation du cinéma (en) russe pour retour sur investissement. Il est annoncé en juillet 2018 qu'Enjoy Movies a remboursé entièrement ses 50 millions de roubles de dettes, et que la société pourra à nouveau produire ses films sans aucune restriction de budget,.
En septembre 2018, le film de Mikhail Raskhodnikov Difficultés temporaires (ru) (Vremennye trudnosti) est récompensé du Prix de l'indépendance allemande au Festival international du film d'Oldenbourg,. Il est également en sélection officielle de l'édition 2018 du festival russe Kinotavr, où il est diffusé pour la première fois mondiale le 4 juin 2018,.

## Filmographie

### Distribution
| Titre français ou international        | Titre original                         | Date de sortie russe | Réalisateur                       | Box-office (en dollars) | Référence |
| -------------------------------------- | -------------------------------------- | -------------------- | --------------------------------- | ----------------------- | --------- |
| Un homme enceinte (ru)                 | Beremennyy                             | 8 septembre 2011     | Sarik Andreassian                 | 8,3 millions            | ,         |
| Moms are simply waiting for us (court) | Moms are simply waiting for us (court) | 19 avril 2012        | Sarik Andreassian                 | 100 000                 | [ 13 ]    |
| Druzya Druzey (ru)                     | Druzya Druzey (ru)                     | 2 janvier 2013       | Artiom Aksenenko Araïk Oganessian | 2 millions              | [ 14 ]    |

### Production
| Titre français ou international        | Titre original                         | Date de sortie russe | Réalisateur                                                                       | Box-office (en dollars) | Référence |
| -------------------------------------- | -------------------------------------- | -------------------- | --------------------------------------------------------------------------------- | ----------------------- | --------- |
| Un homme enceinte (ru)                 | Beremennyy                             | 8 septembre 2011     | Sarik Andreassian                                                                 | 8,3 millions            | ,         |
| Les Mamans                             | Les Mamans                             | 1er mars 2012        | Sarik Andreassian                                                                 | 7,8 millions            | [ 15 ]    |
| Tot eshchyo Karloson! (ru)             | Karloson                               | 15 mars 2012         | Sarik Andreassian                                                                 | 11,3 millions           | [ 16 ]    |
| Moms are simply waiting for us (court) | Moms are simply waiting for us (court) | 19 avril 2012        | Sarik Andreassian                                                                 | 100 000                 | [ 13 ]    |
| Nyanki (ru)                            | Nyanki (ru)                            | 26 avril 2012        | Sarik Andreassian                                                                 | 5,7 millions            | [ 17 ]    |
| I Hurt my mom (court)                  | I Hurt my mom (court)                  | 9 mai 2012           | Vitali Alizier                                                                    | 50 millions             | [ 18 ]    |
| Muzhchina s garantiey (ru)             | Muzhchina s garantiey (ru)             | 27 septembre 2012    | Artiom Aksenenko                                                                  | 4,8 millions            | [ 19 ]    |
| Ya budu ryadom                         | Ya budu ryadom                         | 6 décembre 2012      | Pavel Rouminov                                                                    | 38 000                  | [ 20 ]    |
| Bonne Année, les mamans !              | S novim godom, mamy!                   | 27 décembre 2012     | Sarik Andreassian Artiom Aksenenko Anton Bormatov Dmitriy Grachev Klim Poplavskiy | 12,7 millions           | [ 21 ]    |
| Druzya Druzey (ru)                     | Druzya Druzey (ru)                     | 2 janvier 2013       | Artiom Aksenenko Araïk Oganessian                                                 | 2 millions              | [ 14 ]    |
| Dublyor                                | Dublyor                                | 10 janvier 2013      | Evgueni Abyzov                                                                    | 7,2 millions            | [ 22 ]    |
| Que font les hommes (ru)               | Chto tvoryat muzhchiny!                | 28 février 2013      | Sarik Andreassian                                                                 | 11,3 millions           | ,         |
| Ostrov Vezeniya                        | Ostrov Vezeniya                        | 5 décembre 2013      | Kirill Kozlov                                                                     |                         |           |
| Friends' Friends                       |                                        | 1er janvier 2014     |                                                                                   |                         |           |
| Chempiony (ru)                         | Chempiony (ru)                         | 23 janvier 2014      | Artiom Aksenenko Dmitriy Dyuzhev                                                  |                         |           |
| Lyogok na pomine (ru)                  | Lyogok na pomine (ru)                  | 20 février 2014      | Evgueni Abyzov                                                                    | 70 millions             | [ 25 ]    |
| Korporativ (ru)                        | Korporativ (ru)                        | 18 septembre 2014    | Oleg Assadouline                                                                  | 2 millions              | [ 26 ]    |
| Smeshannye chuvstva                    | Smeshannye chuvstva                    | 2 octobre 2014       | Gueorgui Malkov                                                                   | 2 millions              | [ 27 ]    |
| What Men Do! 2                         | Chto tvoryat muzhchiny! 2              | 1er janvier 2015     | Sarik Andreassian                                                                 | 2 millions              | [ 28 ]    |
| Braquage à l'américaine                | American Heist                         | 22 janvier 2015      | Sarik Andreassian                                                                 |                         |           |
| Women VS Men                           | Zhenshchiny protiv muzhchin            | 2 avril 2015         | Taïr Mamedov                                                                      |                         |           |
| Queen of Spades                        | Pikovaya dama. Chyornyy obryad         | septembre 2015       | Sviatoslav Podgaïevski                                                            | 1 million               | [ 29 ]    |
| Survival Game                          | Mafiya: Igra na vyzhivanie             | 1er janvier 2016     | Sarik Andreassian                                                                 |                         |           |
| Golosa bolshoy strany                  | Golosa bolshoy strany                  | 7 janvier 2016       | Taïr Mamedov                                                                      |                         |           |
| Chempiony: Bystree. Vyshe. Silnee      | Chempiony: Bystree. Vyshe. Silnee      | 18 février 2016      | Artiom Aksenenko                                                                  | 90 millions             | [ 30 ]    |
| Paranormal Drive                       | Marshrut postroen                      | 31 mars 2016         | Oleg Assadouline                                                                  | 1 million               | [ 31 ]    |
| Vse o muzhchinakh                      | Vse o muzhchinakh                      | 1er septembre 2016   | Mikhail Zhernevsky                                                                | 47 millions             | [ 32 ]    |
| Zaschitniki                            | Guardians                              | 23 février 2017      | Sarik Andreassian                                                                 | 8 millions              | [ 33 ]    |
| Novyy mir                              | Novyy mir                              | 2017                 | Sviatoslav Podgaïevski                                                            |                         | [ 34 ]    |
| Difficultés temporaires (ru)           | Vremennye trudnosti                    | 13 septembre 2018    | Mikhaïl Raskhodnikov                                                              |                         | ,         |